# No Rules! (singolo)

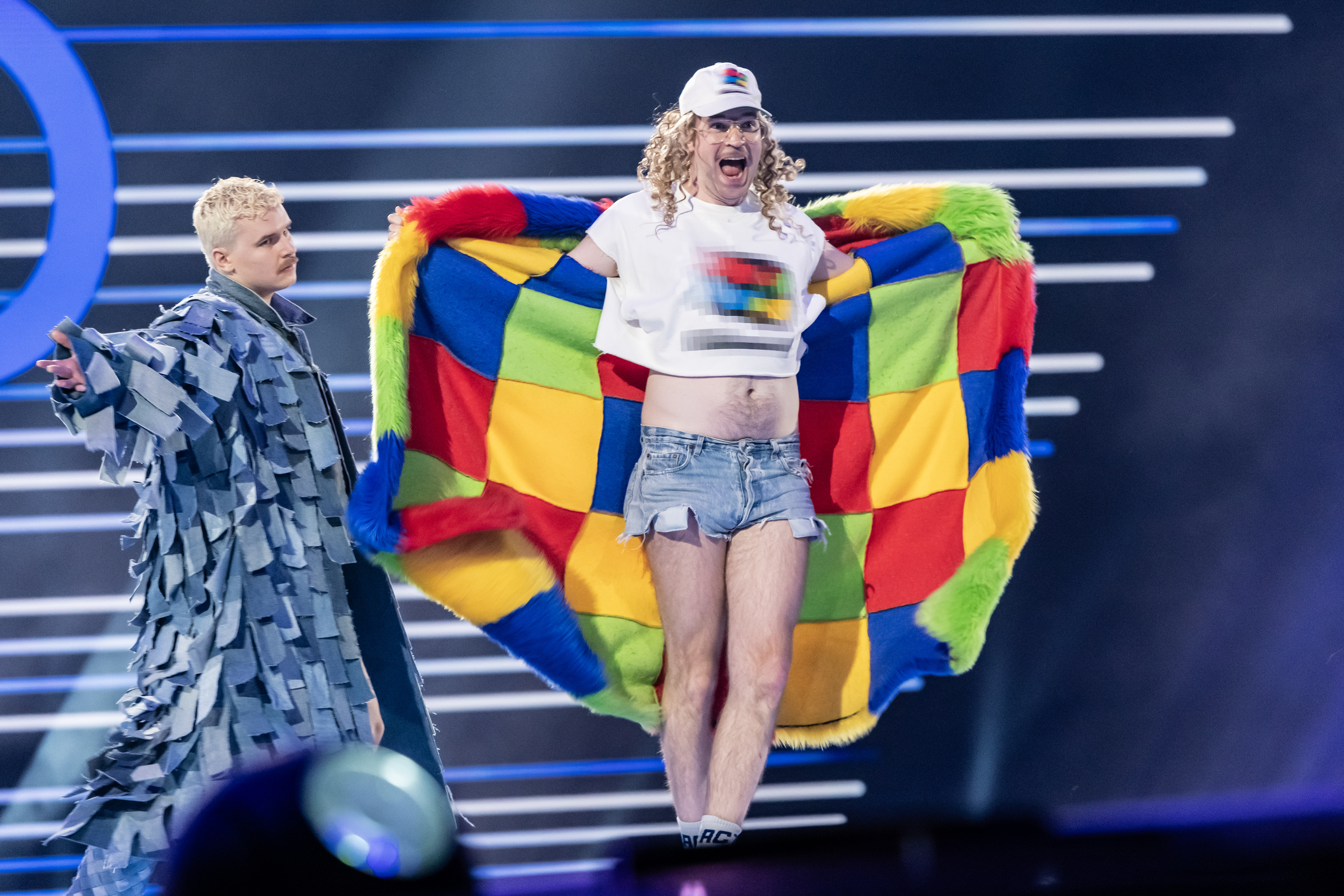
Windows95man e Henri Piispanen durante la tradizionale sfilata delle bandiere alle prove finali dell'Eurovision Song Contest, 10 maggio 2024

No Rules! è un singolo del disc jockey finlandese Windows95man, pubblicato il 16 gennaio 2024.
Il brano vede la partecipazione non accreditata del cantante e doppiatore finlandese Henri Piispanen.

## Descrizione
No Rules! è stata composta e scritta da Henri Piispanen, Jussi Roine e Teemu Keisteri. In varie interviste, Keisteri ha dichiarato che la canzone invita a non prendere tutto troppo sul serio, con l'obiettivo di essere il più rilassato possibile durante la sua esecuzione. Inoltre, il titolo della canzone si riferisce al mantra di Keisteri che ha utilizzato per tutta la sua vita. L'artista ha anche espresso il desiderio di far emergere la vera natura dei finlandesi, definiti "pazzi nel profondo".

## Promozione
La partecipazione del duo all'Uuden Musiikin Kilpailu 2024, il festival musicale organizzato dall'emittente Yle per selezionare il rappresentante finlandese all'Eurovision Song Contest, è stata annunciata il 10 gennaio 2024, seguita dalla presentazione del brano avvenuta il successivo 16 gennaio.
Nella finale dell'evento, svoltasi il 10 febbraio 2024, nonostante sia arrivata ultima nel voto della giuria, la canzone ha vinto la manifestazione grazie al televoto con un ampio margine, ottenendo un totale combinato di 313 punti; pertanto, alla coppia spetta di diritto la rappresentanza della Finlandia sul palco eurovisivo a Malmö, in Svezia.

## Accoglienza
Il brano ha ricevuto recensioni contrastanti dai diversi critici musicali. Ben Robertson di ESC Insight ha elogiato la canzone e il suo messaggio, facendo i complimenti per la sua "semplicità" e per la sua natura eccezionalmente "divertente", ribadendo la sua convinzione che il concorso non dovrebbe limitarsi solo a canzoni serie.
Juuso Määttänen di Helsingin Sanomat ha fornito un'analisi neutrale della canzone, affermando che il popolo finlandese ha deciso di "mostrare il dito medio alla [giuria] [...] [ed] entrare all'Eurovision con una canzone scherzosa [...] tuttavia, va anche dato merito alla canzone di essere davvero piacevole all'ascolto".

## Tracce
Testi e musiche di Henri Piispanen, Jussi Roine e Teemu Keisteri.
1. No Rules! (feat. Henri Piispanen) – 2:55

## Classifiche
| Classifica (2024) | Posizione massima |
| ----------------- | ----------------- |
| Finlandia         | 6                 |
| Lituania          | 35                |
| Svezia            | 82                |